# Khả Lam
Khả Lam (chữ Hán giản thể: 岢岚县, âm Hán Việt: Khả Lam huyện) là một huyện thuộc địa cấp thị Hãn Châu, tỉnh Sơn Tây, Cộng hòa Nhân dân Trung Hoa. Huyện Khả Lam có diện tích 1980 km², dân số năm 2003 là 80.000 người. Trung tâm phóng vệ tinh Thái Nguyên (太原卫星发射中心) đóng trên địa bàn huyện này.
Huyện Khả Lam có 2 trấn và 14 hương.
- Trấn: Thành Quan, Tam Tỉnh.
- Hương: Cao Gia Hội, Thần Đường Bình, Đại Gian, Lý Gia Câu, Dương Bình, Trung Trại, ông Tuyền, Lư Tử Hà, Đại Hóa, Tây Điêu DỤc, Vương Hiện Trang, Đại Cự Hội, Tống Gia Câu, Vương Gia Xóa, Mã Bào Tuyền, Yên Gia Thôn.